# Gare de Jinan-Ouest
La gare de Jinan-Ouest est une gare ferroviaire chinoise de la LGV Pékin - Shanghai, elle est située à Jinan. 
Elle est mise en service en 2011.

## Situation ferroviaire
Établie à 32 mètres d'altitude, la gare de bifurcation de Dinan-Ouest est située au point kilométrique (PK) 419.445 de la LGV Pékin - Shanghai, entre les gares de Dezhou-Est et de Taishan. 
Elle est également en lien avec la LGV Qingdao - Jinan, après la gare de Jinan.